# Barro Alto (ort i Brasilien, Bahia, Barro Alto, lat -11,76, long -41,91)
Barro Alto är en ort i Brasilien.   Den ligger i kommunen Barro Alto och delstaten Bahia, i den östra delen av landet, 800 km nordost om huvudstaden Brasília. Barro Alto ligger 701 meter över havet och antalet invånare är 14 172.
Terrängen runt Barro Alto är huvudsakligen platt. Barro Alto ligger nere i en dal. Närmaste större samhälle är Ibipeba, 17,2 km nordväst om Barro Alto.
Omgivningarna runt Barro Alto är huvudsakligen savann. Runt Barro Alto är det ganska glesbefolkat, med 27 invånare per kvadratkilometer.